# Никитин, Михаил Александрович (футболист)
Михаи́л Алекса́ндрович Ники́тин (род. 26 ноября 1971) — советский и российский футболист, выступавший на позиции нападающего.

## Биография
Родился в селе Бутурлинка Екатериновского района Саратовской области 26 ноября 1971 года. Воспитанник саратовских ДЮСШ «Авангард» и СДЮШОР профкома СЭПО.
Карьеру начал в 1990 году в команде «Сокол-клубная». За время выступлений сменил такие команды как «Сокол» Саратов, «Лада» Тольятти, «Шинник» Ярославль, «Газовик-Газпром» Ижевск, «Балтика» Калининград, «Искра» Энгельс. В высшей лиге провёл 104 матча. Завершил карьеру в 2007 году в составе ижевского клуба «СОЮЗ-Газпром».